# Musée Bonnat-Helleu
Musée Bonnat-Helleu – muzeum sztuki mieszczące się w Bajonnie we Francji. Muzeum, którego zbiory liczą około 6000 dzieł, powstało dzięki inicjatywie malarza Léona Bonnata. W kwietniu 2011 muzeum zostało zamknięte na czas renowacji, biblioteka i gabinet rysunku są otwarte dla nauczycieli.